# Granducato TV
Granducato TV è un'emittente televisiva italiana a carattere regionale, con sede a Livorno in viale Mameli. Dispone, inoltre, di una redazione a Pisa.

## Programmi
Granducato TV presenta 3 notiziari giornalieri, con servizi filmati, flash di "Cronache Locali" e rubriche rivolte all'informazione, che sono seguite dai telespettatori della Toscana Occidentale. Sono presenti anche rubriche e  programmi destinati ai giovani, con un "telegiornale" realizzato dai ragazzi delle scuole superiori. Per quanto riguarda lo sport viene dato risalto al calcio e al basket: le telecronache di Vezio Benetti, spesso scandite in vernacolo, sono parte della storia di Granducato Tv. Elenco dei programmi:
- "Arcobaleno"
- "Cronache locali"
- "EUnews"
- "GIRO di BOA"
- "Il Neroazzurro", condotto da M. Marini
- "Il Personaggio"
- "L'approfondimento"
- "LIVORNOlé"
- "Parliamone insieme"
- "Regionando"
- "#TVOPENTOSCANA"

## Trasmissione
Granducato TV trasmette in quasi tutta la Toscana, raggiungendo le province di Livorno, Pisa, Lucca, Massa-Carrara, Pistoia, Prato e Firenze.

### Postazioni di trasmissione
Granducato TV vanta di tre postazioni ad antenna per la trasmissione televisiva:
- Malandrone Alto, a Castellina Marittima;
- Monte Serra alto (910 m s.l.m.);
- Monte Serra basso, (860 m s.l.m.).